# لنگرماهی لکه‌نقره‌ای
لنگرماهی لکه‌نقره‌ای (نام علمی: Blepsias cirrhosus) نام یک گونه از بالاخانواده لنگرماهی است.